# NGC 4899
NGC 4899 este o intermediate spiral galaxy⁠(d) situată în constelația Fecioara. A fost descoperită în 8 februarie 1785 de către William Herschel. Se află la o distanță de 38,56 de megaparseci de Pământ.